# Zhenxin
Zhenxin är ett stadsdelsdistrikt i Kina. Det ligger i Jiading i storstadsområdet Shanghai, i den östra delen av landet, nära eller i den centrala stadskärnan. Antalet invånare är 106 164. Befolkningen består av 52 425 kvinnor och 53 739 män. Barn under 15 år utgör 7,0 %, vuxna 15-64 år 80 %, och äldre över 65 år 11,0 %.